# هلبرت (فوهة)

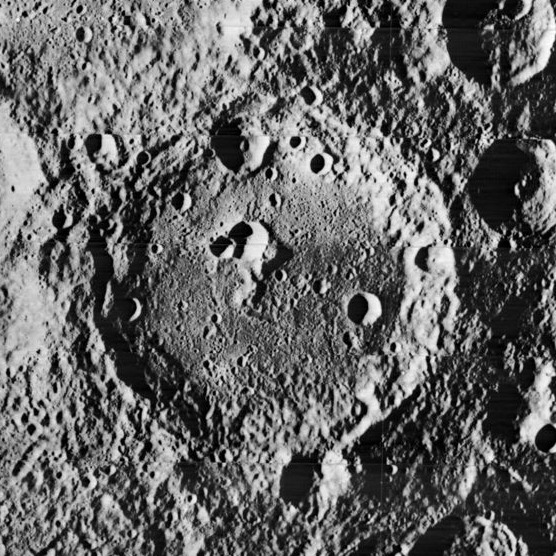
فوهة هيلبرت

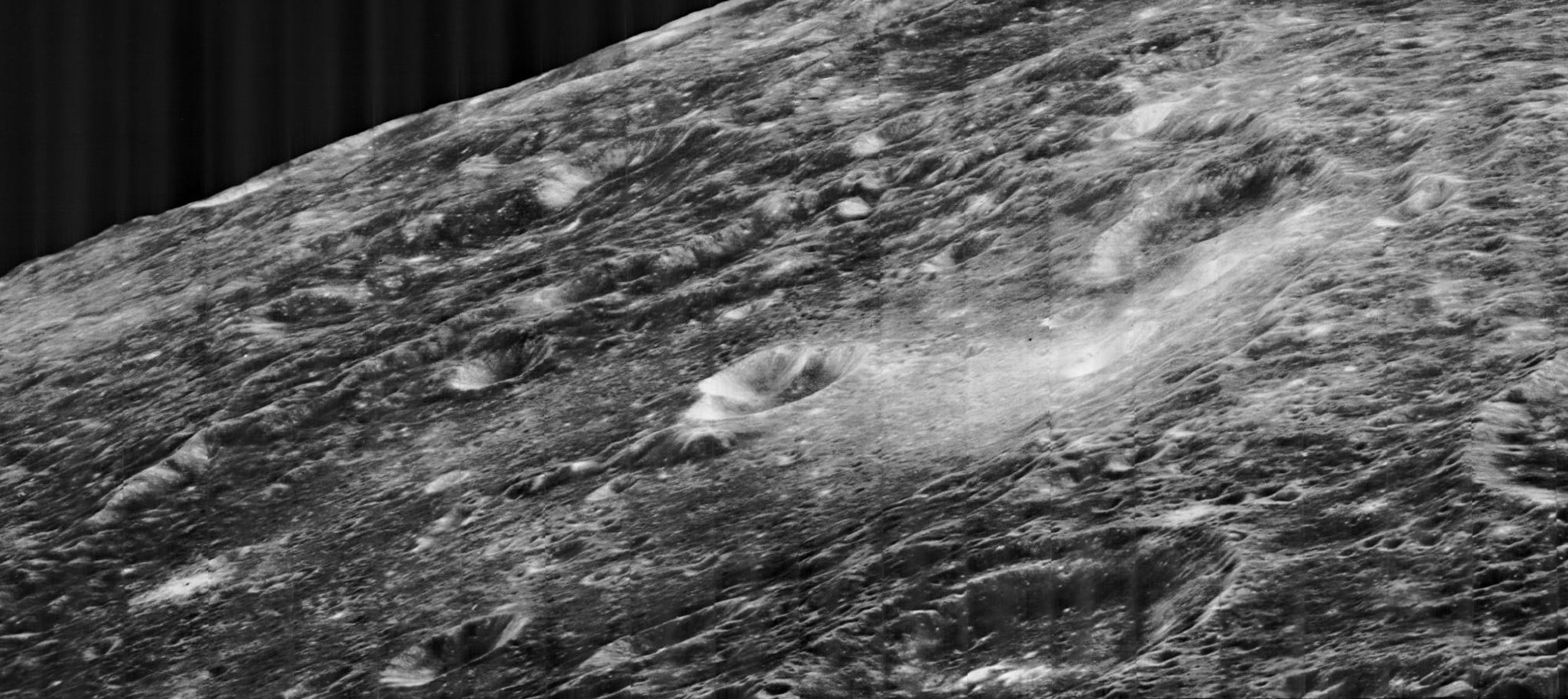
مقطع أفقي لفوهة هيلبرت

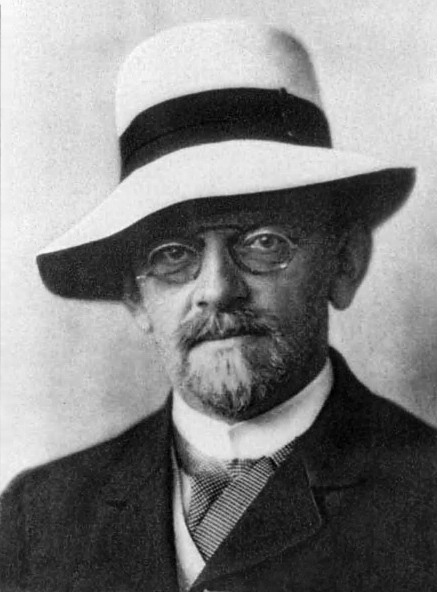
ديفيد هيلبرت التي سميت الفوهة على اسمه تكريما له

فوهة هيلبرت (17.87°S 108.32°E) فوهة صدمية تقع على الجانب البعيد من سطح القمر بعد الطرف الجنوبي الشرقي لذلك لا ترى هذه الفوهة من على سطح الأرض.

## الوصف
يحد الفوهة من الجنوب الشرقي سهل باستور المسور (حجمه نصف حجم فوهة هيلبرت تقريبا) وفوهة ألدن، بينما تحدها من الجهة الغربية والشمال الغربي فوهة باكلوند.
أغلب الحواف الخارجية للفوهة سليمة نسبيا ما عدا الجزء الجنوبي للفوهة فهو متآكل بشكل كبير. أما المناطق الداخلية فهي مسطحة نسبيا بها العديد من الحفر الصغيرة ومجموعة صغيرة من التلال بالقرب من غرب مركز الفوهة أشهرها مجموعة هيلبرت دبليو البركانية التي تشبة الكمثرى. أما مجموعة هيلبرت إتش فهي تشكل شكل وعاء في الجزء الشرقي من الفوهة بينما توجد مجموعة هيلبرت واي في الجانب الشمالي من الفوهة.
يبلغ قطر الفوهة 173.24 كم وعلى زاوية 254° من شروق الشمس، بينما لم يتم تحديد عمقها حتى الآن. تم تسمية الفوهة على اسم عالم الرياضيات الألماني ديفيد هيلبرت. تكريما له على مجمل أعماله وتخليدا لذكراه.

## فوهات القمر الصناعي
لرسم خريطة مماثلة لفوهات القمر يتم وضح حروف على كل جانب من جوانب الفوهة ومركزها لكل حرف منهم دلاله معينة.
| هيلبرت | خط طول  | خط عرض   | القطر |
| ------ | ------- | -------- | ----- |
| A      | 15.9° S | 108.7° E | 11 كم |
| E      | 16.5° S | 111.8° E | 49 كم |
| G      | 19.0° S | 114.0° E | 50 كم |
| H      | 18.2° S | 109.6° E | 14 كم |
| L      | 21.2° S | 108.9° E | 32 كم |
| S      | 18.1° S | 105.8° E | 12 كم |
| W      | 17.1° S | 107.6° E | 20 كم |
| Y      | 15.6° S | 107.5° E | 28 كم |

## وصلات خارجية
- فوهات القمر
- "استكشاف القمر". معهد العلوم القمرية والكواكبيّة. مؤرشف من الأصل في 2012-02-18. اطلع عليه بتاريخ 2007-04-12.
- "أطالس القمر". معهد الدرسات القمرية والكواكبيّة. مؤرشف من الأصل في 2011-12-18. اطلع عليه بتاريخ 2007-04-12.
- آيشليمان، ر. "خرائط القمر". خرائط وروسومات لأسطح الكواكب. مؤرشف من الأصل في 2019-08-18. اطلع عليه بتاريخ 2007-04-12. خرائط ومناظر شاملة في مواقع هبوط أبولو.